# La Tête en friche (film)
Pour plus de détails, voir Fiche technique et Distribution.
La Tête en friche est un film français réalisé par Jean Becker, sorti en 2010. Le scénario est adapté du roman homonyme de Marie-Sabine Roger.

## Synopsis
Germain, 45 ans, quasi illettré, est jardinier, et sa vie se résume à pas grand-chose. Enfant, il était le souffre-douleur de sa classe et de ses professeurs, et sa mère, Jackie, qui s'est retrouvée enceinte sans l'avoir voulu, après une courte relation avec un soldat, ne l'a jamais aimé. Pourtant, il lui est loyal et habite encore dans une caravane dans son jardin. Cependant, on constate que la mère de Germain perd peu à peu la tête. Chaque semaine, Germain emporte ses légumes à vendre au marché. Chaque jour, lui et ses amis se rencontrent au bar où travaille Francine : là, ils plaisantent et bavardent. Annette, conductrice de bus, aime Germain, ce qui est réciproque. Elle voudrait un enfant avec lui mais il ne pense pouvoir offrir la moindre chose à cet enfant. Annette lui rappelle qu'il peut lui donner de l'amour.
Il fait un jour la connaissance de Margueritte, une vieille dame qui a voyagé dans le monde entier avec l'OMS et a passé sa vie à lire. Elle lit à haute voix pour lui : il ne s'est point habitué à lire, mais la lecture de cette vieille dame lui plaît. C'est ainsi qu'ils se donnent rendez-vous chaque jour au parc pour continuer leurs séances. Elle lui lit notamment La Peste d'Albert Camus et La Promesse de l'aube de Romain Gary. Un jour, elle lui donne un vieux dictionnaire dont elle s'est beaucoup servi, mais après avoir essayé de rechercher quelques mots qu'il ne sait pas écrire, il décide de le lui rendre. Il trouve que la lecture lui fait du mal parce qu'elle met en avant ses difficultés. Lorsque Margueritte lui apprend qu'elle souffre d'une dégénérescence maculaire liée à l'âge et qu'elle perd la vue peu à peu, Germain décide de vaincre sa peur de la lecture. Soutenu par Annette, il réapprend à lire afin de rendre la pareille à Margueritte en lui récitant à haute voix des livres qu'elle ne pourra plus consulter, notamment L'Enfant de la haute mer de Jules Supervielle.
Peu après, la mère de Germain meurt, et par testament, lui lègue sa maison (qu'elle avait acquise en viager) et tout son argent. Le notaire lui révèle que sa mère a travaillé toute sa vie pour lui laisser le plus de choses possible. Annette, quant à elle, annonce sa grossesse à Germain. Pendant ce temps, Margueritte est forcée de quitter sa maison de retraite, son neveu et sa nièce ne pouvant plus payer la pension. Elle part donc vivre en Belgique, mais laisse comme présent pour Germain le dictionnaire qu'elle lui avait déjà proposé auparavant. Germain n'accepte pas le départ de la vieille dame, et part la rechercher pour l'installer dans la maison de sa mère. Pendant le générique, Germain récite un poème sur Margueritte et sur ce qu'elle a fait pour lui.

## Fiche technique
Sauf indication contraire, les informations mentionnées dans cette section peuvent être confirmées par les bases de données cinématographiques IMDb et Allociné,  présentes dans la section « Liens externes ».
- Titre : La Tête en friche
- Réalisation : Jean Becker
  - Assistant réalisateur : Denis Imbert
- Scénario : Jean Becker et Jean-Loup Dabadie, adapté du roman homonyme de Marie-Sabine Roger
  - Dialogues : Jean-Loup Dabadie
- Musique : Laurent Voulzy
- Décors : Thérèse Ripaud
- Costumes : Annie Périer
- Direction de la photographie : Arthur Cloquet
- Son : François Groult, Jacques Pibarot, Vincent Montrobert
- Montage : Jacques Witta
- Production déléguée : Louis Becker
- Pays de production :  France
- Genre : comédie dramatique
- Durée : 82 minutes
- Date de sortie :
  - France : 2 juin 2010
  - Date de sortie DVD :
  - France : 5 octobre 2010

## Distribution
Sauf indication contraire, les informations mentionnées dans cette section peuvent être confirmées par les bases de données cinématographiques IMDb et Allociné,  présentes dans la section « Liens externes ».
- Gérard Depardieu : Germain Chazes, un homme à tout faire brut de décoffrage qui s'ouvre à la littérature
- Gisèle Casadesus : Margueritte Vandeveld, une dame de 95 ans qui devient son amie et l'initie à la littérature
- Claire Maurier : Jacqueline Chazes, la mère odieuse de Germain
- Anne Le Guernec : Jacqueline Chazes, la mère jeune
- Maurane : Francine, la patronne du café-restaurant
- François-Xavier Demaison : Jean-Michel « Jean-Mi » Gardini, l'amant de Jacqueline
- Amandine Chauveau : la mère jeune
- Sophie Guillemin : Annette, la petite amie de Germain, conductrice de bus
- Florian Yven : Germain Chazes enfant
- Patrick Bouchitey : Landremont, le garagiste veuf
- Régis Laspalès : M. Bayle, l'instituteur dont Germain est la tête de turc
- Jean-François Stévenin : Joël « Jojo the cook », le cuisinier
- Lyes Salem : Youssef, le serveur du café-restaurant, l'amoureux de Francine
- Matthieu Dahan : Julien, un habitué du café-restaurant, à la recherche de l'âme sœur
- Jérôme Deschamps : le maire
- Gilles Détroit : Dévallée
- Bruno Ricci : Marco
- Mélanie Bernier : Stéphanie
- Jean-Luc Porraz : le notaire
- Serge Larivière : le neveu de Margueritte
- Bernard Bolzinger : l'homme du marché
- Hélène Coulon : la bibliothécaire
- Guillaume Ferrand : le militaire
- Mahé Frot : la femme à l'ordinateur
- Véronique Hervouet : l'employée de la supérette
- Lucie Loue : la jeune femme des Peupliers
- Salah Teskouk : le vieil Arabe
- Johanna van der Bruggen : la femme à l'accueil de la maison de retraite

## Autour du film
- Gérard Depardieu campe ici Germain, un personnage naïf et fruste, dans la continuité de ceux de Léopold, le bistrotier d'Uranus (1990), de Claude Berri, et de Quentin de Montargis dans Tais-toi ! (2003), de Francis Veber.
- Lieux de tournage : dans le générique de fin, le film remercie les villes de Pons, Rochefort, Cozes, Cognac et Chateaubernard.